# Kunstskøjteløb
Kunstskøjteløb er en sportsgren beslægtet med dans. Kunstskøjteløb deles op i disciplinerne figurløb, friløb og isdans. Friløb og isdans kan foregå med en skøjtepartner.
En kunstskøjteløbers dragt er ofte prangende, skinnende og glinsende hvilket især kan siges om den kvindelige kunstskøjteløbers dragt. Selve sportsgrenen går ud på, at man skal danse over isen med skøjter på og lave svære elementer og fortolke musikken. En eller flere dommere bedømmer derefter præstationen. Sporten kan både udøves på amatørplan (konkurrence) og på professionelt plan (isshow).

## Organisering
Den Internationale Skøjteunion ISU bestemmer retningslinjerne for international kunstskøjteløb på amatørplan. De organiserer de årlige mesterskaber som VM, EM, Four Continents og Junior VM samt senior og junior Grand Prix'erne og en række andre internationale konkurrencer. Det første VM blev afholdt 1896 i Skt. Petersborg hvor kun 4 atleter deltog. I VM 2008 deltog 149 atleter i disciplinerne herrernes friløb, damernes friløb, parløb og isdans.
Den mest prestigefyldte titel man kan opnå som kunstskøjteløber er en olympisk titel ved Vinter OL, som afholdes hver 4. år.

## Discipliner
De følgende regler er dem gældende fra sæson 2010-2011. Ved mesterskaberne skal atleterne i herrernes disciplin, damernes disciplin og parløb udføre et kort program og et langt program. De skøjter til musik uden vokal efter eget valg. I isdans skal atleterne fra udføre en kort dans og en fridans. Isdansere må gerne danse til musik med vokal. 

### Herrernes friløb (senior)
Herrernes korte program skal vare 2 min. 50 sek. eller kortere. Der er 7 obligatoriske elementer, som udføres i valgfri rækkefølge:
- Dobbelt- eller triple Axel
- Triple- eller kvadruple-spring ud af forbindende trin
- En springkombination bestående af et kvadruple- eller triple-spring efterfulgt af enten et triple- eller dobbeltspring.
- Springpiruette
- Parallel- eller siddepiruette med ét fodskifte (skal være en anden basisposition end springpiruetten)
- Kombinationspiruette med alle tre basispositioner og ét fodskifte
- En trinsekvens (på lige linje, cirkulær eller snoet)

Herrernes lange program må vare 4 min. 30 sek. ± 10 sek. Der er ingen obligatoriske elementer, men et velbalanceret program ser ifølge ISU således ud:
- Maks. 8 springelementer (min. et axelspring)
- Maks. 3 piruetter (kombinationspiruette, springpiruette og piruette med kun én basisposition)
- Maks. 2 trinsekvenser af forskellig art

### Damernes friløb (senior)
Damernes korte program skal vare 2 min. 50 sek. eller kortere. Der er 7 obligatoriske elementer, som udføres i valgfri rækkefølge:
- Dobbelt- eller triple Axel
- Triple-spring ud af forbindende trin
- Springkombination bestående af et triple-spring efterfulgt af et triple- eller dobbeltspring.
- Flyvepiruette
- Himmelpiruette (tilbage- og/eller sidelænende)
- Kombinationspiruette med alle tre basispositioner og ét fodskifte
- Trinsekvens (på lige linje, cirkulær eller snoet)

Damernes lange program må vare 4 min. ± 10 sek. Der er ingen obligatoriske elementer, men et velbalanceret program ser ifølge ISU således ud:
- Maks. 7 springelementer (min 1. axelspring)
- Maks. 3 piruetter (kombinationspiruette, flyvepiruette og piruette med kun én position)
- Maks. 1 trinsekvens
- Maks. 1 spiral/flyversekvens

### Parløb (senior)
Et par består af en mandlig og en kvindelig isskøjteløber.
Parrenes korte program skal vare 2 min. 50 sek. eller kortere. Der er 7 obligatoriske elementer, som udføres i valgfri rækkefølge:
- Et løft (type varierer fra år til år)
- Twist løft (dobbelt- el. triple)
- Kast (dobbelt- el. triple)
- Solo spring (dobbelt- el. triple)
- Solo kombinationspiruette m. ét fodskifte eller parkombinationspiruette m. ét fodskifte (på skift fra år til år)
- Dødsspiral (type varierer fra år til år)
- Trinsekvens (på lige linje, cirkulær eller snoet)

Parrenes lange program må vare 4 min. 30 sek. ± 10 sek. Der er ingen obligatoriske elementer, men ifølge ISU ser velbalanceret program således ud:
- Maks. 3 løft af forskellig art
- Maks. 2 twist løft (skal være med forskelligt afsæt. Højst 4 løft og twist løft i alt)
- Maks. 2 forskellige kast
- Maks. 1 solospring
- Maks. 1 springkombination/sekvens
- Maks. 1 dødsspiral, der er af forskellig typer ift. den udført i det korte program
- Maks. 1 solopiruette
- Maks. 1 parpiruette
- Maks. 1 spiral/flyversekvens

### Isdans
Isdans minder om selskabsdans og danses af et par bestående af en mandlig og kvindelig isdanser. Isdans var på programmet ved VM i 1952, men først i 1976 ved Vinter OL. Isdans adskiller sig fra parløb ved at løftene ikke må være højere end hovedhøjde og der er ikke kast og spring. Et nyt element er en twizzle, som er en slags piruette. Denne er ikke centreret på isen, men bevæger sig hen over isen. Isdansernes skøjter har som regel et kortere skær, da de skal udføre mere kompliceret fodarbejde. Isdans adskiller sig også fra de andre discipliner ved at være mere teatralsk med mere sprælske kostumer.
Fra sæson 2010-2011 skal isdanserne ved ISU mesterskaber og konkurrencer kun udføre to programmer: en kort dans og en fridans. Førhen udførte isdanserne tre programmer: en obligatorisk dans, en originaldans og en fridans.
I en obligatorisk dans eller mønsterdans, som den nu er blevet omdøbt, danser isdanserne nogle standardiserede trin og løft til musik med et bestemt tempo og rytme. ISU har anerkendt 24 mønsterdanse deriblandt Wienervals, Finnstep og pasodoble.
I originaldans vælger ISU et tema, men isdanserne vælger selv musik og koreografi. I sæson 08/09 var themaet "Rhythms of the 1920s, 1930s, and 1940s", mens det i sæson 09/10 var "Folke- og countrydans". Originaldansen bliver ikke længere udført ved konkurrencer efter indførelsen af den korte dans.
Den korte dans varer 2 min. og 50 sek. ± 10 sek., og den kombinerer elementer fra mønsterdansen og den tidligere originaldans. Man danser ét sæt mønster fra en mønsterdans til en bestemt rytme og udfører kreative elementer som trinsekvenser, twizzles og løft ligesom man gjorde i originaldansen.
I fridans vælger parret selv musik, tema, og koreografi og kan derfor være mere kreative. I 1998 blev der indført obligatoriske elementer som trinsekvenser, løft, danseparpiruetter og twizzles. Fridansen må vare 4 min. ± 10 sek.

## Bedømmelse
Det nye pointsystem, som formelt kaldes ISU Judging System (IJS)  eller uformelt Code of Points (CoP), erstattede det gamle bedømmelsessystem (som gik fra 0.0 til 6.0). Det blev indført efter Vinter OL i 2002, da man i parløb tildelte både det russiske par Yelena Berezhnaya og Anton Sikharulidze og det canadiske par Jamie Salé og David Pelletier guldmedaljen. Canadierne vandt oprindeligt sølvmedaljen, men efter konkurrencen fandt man ud af at den franske dommer havde stemt russerne ind på førstepladsen til gengæld for at den russiske dommer vil give høje point til et fransk isdansepar. Canadierne og russerne stod nu lige. For at minimere chancen for at dette skulle gentages, blev det nye system indført

### Teknisk Score (TES)
Ved den tekniske score (Total Element Score el. TES) identificerer det tekniske panel alle elementer som spring, piruetter, spiral- og trinsekvenser. Fx ved spring identificerer de antal rotationerne, om springet er underroteret eller om der var afsæt fra det korrekte rigtige skær. Piruetter, spiraler og trinsekvenser tildeles også levels som er sværhedsgraden af elementet. Alle elementer er af ISU tildelt en basisværdi. Det er nu bagefter op til dommerne at bestemme kvaliteten af elementet (grade of execution el. GOE). Denne skala går fra -3 til +3 (men har en bestemt værdi afhængig af elementet). Gennemsnittet af GOE lægges til basisværdien.

### Program Komponent Score (PCS)
Den artistiske del af et program bliver bedømt på fem punkter:
1. Skøjtefærdigheder (Skating Skills)
2. Forbindende trin (Transitions)
3. Fremførelse (Performance/Execution)
4. Koreografi (Choreography)
5. Fortolkning (Interpretation)
Hvert komponent tildeles en værdi fra 0.00 til 10.00, hvor 5.00 anses for at være "middel".
Da det tekniske element og det artistiske element skal vægtes lige meget, ganges PCS op eller ned. Kvinder og parløb kan i det korte program  opnå ca. 40 point i TES og højst 50 point i PCS. Derfor ganges PCS i det korte program med 0.8. Ligeledes ganges PCS med 1.6 i det lange program. For mænd ganges PCS ikke i det korte program, men i det lange program ganges det med 2.0.
Til sidst lægges den tekniske score og program komponent scoren sammen for at få Total Segment Score (TSS). Den skøjteløber eller par med flest point sammenlagt for det korte program og lange program vinder konkurrencen.

### Bedømmelse af isdans
Den korte dans og fridansen består ligeledes af en teknisk score og en program komponent score.
Den tekniske score beregnes på sammen måde som beskrevet ovenfor, blot her er elementerne trinsekvenser, løft, parpiruetter og twizzles. Disse elementer har ligeledes en basisværdi, og dommerne bestemmer også kvaliteten (GOE) for hvert element.
Program komponent score er lidt anderledes i isdans:
I originaldans og fridans bedømmes program komponent score bedømmes ud fra 5 kriterier:
1. Skøjtefærdigheder (Skating Skills)
2. Forbindende trin og bevægelser (Transitions/Linking Footwork/Movements)
3. Fremførelse (Performance/Execution)
4. Komposition og koreografi (Composition/Choreography)
5. Fortolkning og timing (Interpretation/Timing)
I den korte dans ganges skøjtefærdigheder og komposition/koreografi op med 0.80, forbindende trin og fremførelse ganges op med 0.60.
I fridans ganges skøjtefærdigheder med 1.25, forbindende trin og bevægelser ganges op med 1.75. De andre komponenter ganges ikke op. I fridans lægges der altså mere vægt på den artistiske del end den tekniske del.
Den totale segment score findes ved at lægge pointene sammen fra den korte dans og fridansen. Det par med flest point vinder konkurrencen.

## Elementer i kunstskøjteløb

### Spring
Spring udføres af atleterne i herrernes, damernes og parrenes disciplin i både det korte program og det lange program, og det er et af de mest vigtige elementer i kunstskøjteløb. Ved et spring springer skøjteløberen op i luften, roterer og lander.
Et spring identificeres af det skær, hvormed skøjteløberen tager sit afsæt, og antallet af rotationer. En enkelt rotation på et spring har på navnet præfikset enkelt-, to rotationer dobbelt-, og tre rotationer triple-, fire rotationer kvadruple- eller quad-. Et spring kan roteres både med og mod urets retning, men de fleste skøjteløbere roterer mod urets retning. Ved følgende forklaringer tages der udgangspunkt i en skøjteløber, som roterer mod urets retning. Disse spring vil altid landes baglæns på højre fods yderskær. Basisværdier og pointværdier for hver GOE kan findes i ISU's tabel, der kaldes Scale of Values (SOV).

#### Tå-spring
Ved afsæt ved et tåspring sætter skøjteløberen den frie fods tak i isen:
| Navn    | Forkortelse | Afsæt                             | Skøjtens tak | Basisværdi dobbelt | Basisværdi triple | Basisværdi kvadruple |
| ------- | ----------- | --------------------------------- | ------------ | ------------------ | ----------------- | -------------------- |
| Tå-loop | T           | Baglæns på højre fods yderskær    | Venstre      | 1,4                | 4,1               | 10,3                 |
| Flip    | F           | Baglæns på venstre fods inderskær | Højre        | 1,8                | 5,3               | 12,3                 |
| Lutz    | Lz          | Baglæns på venstre fods yderskær  | Højre        | 2,1                | 6,0               | 13,6                 |

Hvis skøjteløberen ved en Flip kommer til at tage afsæt på yderskæret, kaldes det en Lip. Hvis man ved en Lutz tager afsæt på inderskæret, kaldes det en Flutz.

#### Skær-spring
Ved skærspring bruges ikke tak, men man sætter af direkte fra skæret:
| Navn    | Forkortelse | Afsæt                             | Basisværdi dobbelt | Basisværdi triple | Basisværdi kvadruple |
| ------- | ----------- | --------------------------------- | ------------------ | ----------------- | -------------------- |
| Salchow | S           | Baglæns på venstre fods inderskær | 1,4                | 4,2               | 10,5                 |
| Loop    | Lo          | Baglæns på højre fods yderskær    | 1,8                | 5,1               | 12,0                 |
| Axel    | A           | Forlæns på venstre fods yderskær  | 3,3                | 8,5               | 15,0                 |

#### Kombinationer og sekvenser
Man kan lave spring i kombination eller sekvens. I en kombination skal et spring umiddelbart efterfølges af endnu et spring, som har afsæt på samme skær, som det først spring landedes på. På grund af dette kan de efterfølgende spring i kombinationen kun være en tå-loop eller en loop. Der må ikke være nogle vendinger, trin eller skift af skær mellem springene.
I en sekvens må der imellem springene være nogle få vendinger, trin og et skift af skær.

### Piruetter
I en piruette roterer skøjteløberen på fodballen omkring sin egen akse i ét punkt på isen. Man kan roterer på enten venstre eller højre fod, og ligesom i spring roterer de fleste mod urets retning. I dette tilfælde kaldes piruette på venstre fod for en forlæns piruette, mens et på højre fod kaldes en baglæns piruette.

#### Positioner
Der findes 3 basispositioner:
- Opretstående piruette: Her roterer man i oprejst position. Himmelpiruetter hører også under denne position.
- Parallelpiruette: Her er kroppen parallel med isen, og det frie ben vender bagud med knæet højere end hoftehøjde.
- Siddepiruette: Her må hoften ikke være højere end skøjtebenets knæ.

En piruette skal på seniorniveau opfylde visse kriterier for at blive godkendt:
- Kombinationspiruette: Skal indeholde alle tre basispositioner. Fodskifte med min. 6 rotationer på hver fod. Hver position skal holdes i min. 2 rotationer.
- Piruette m. ét fodskifte: Min. 6 rotationer på hver fod.
- Himmelpiruette: Hovedet og ryggen skal svajes baglæns eller siddelæns. Skal vare i min. 8 rotationer.
- Flyvepiruette: Piruetten indledes med et spring. Skal vare min. 8 rotationer.

#### Piruetter i parløb og isdans
Parløbere laver både solopiruetter og parpiruetter. I solopiruetten skal parret være så synkrone som muligt. I en parpiruette holder parret fast i hinanden, mens de roterer om den samme akse. Dette muliggør svære positioner, som ikke er mulige i solospiruetter. Parret behøver ikke være i samme position under piruetten. Isdansepar udfører kun parpiruetter.

#### Levels i piruetter
Det tekniske panel vurderer piruettens levels (sværhedsgrad), som går fra 1 til 4, hvor 4 er sværest. Jo højere levels desto større basisværdi har piruetten. ISU har beskrevet forskellige features som man kan inkludere i sin piruette for at øge sværhedsgraden. Inkluderer man 2 features er piruetten level 2 etc. En feature kan bl.a. være baglæns indgang, min. 8 rotationer i samme position, piruette i begge retninger umiddelbart efter hinanden eller Biellmann-piruette efter 8 rotationer i himmelpiruette. 

### Trinsekvenser
Trinsekvenser udføres i alle fire discipliner og består af en række trin, vendinger, små hop og skift af skær i et mønster hen over isen. Trin skal udføres i overensstemmelse med musikken, og det er her hvor skøjteløberen har rig mulighed for at fortolke musikken specielt med armbevægelser. Trinsekvensen kan udføres i tre forskellige slags mønstre over isen:
- Ret linje: Starter ved den korte bande og slutter på den modsatte side i en nogenlunde ret linje.
- Cirkel: I en cirkel eller oval. Den skal nogenlunde dække hele isbanens bredde.
- Snoet: Starter ved den korte bande og slutter på den modsatte side. Der dannes 2 kurver på isen.

Trinsekvenser tildeles også levels fra 1 til 4 alt efter hvor mange vendinger og trin der udføres.

### Spiralsekvens
Spiralsekvens (også kaldet flyversekvens) udføres kun i kvinders løb og i parløb. Under en spiralsekvens glider skøjteløberen hen over isen i et cirkulært eller snoet mønster, imens det frie ben holdes over hoftehøjde. Der skal udføres enten to positioner á min. 3 sekunders varighed eller én position på min. 6 sekunders varighed.

## Fejl
- Negativ GOE (grade of execution) – Der er mange måder at få negativ GOE for et element af dommerpanelet. Ved spring kan det bl.a. være underrotation, landing på to fødder, step-out, berøring af isen med hånden på landingen eller et fald ved landingen. I piruetter kan det være dårlig centrering, for få rotationer, lav hastighed eller et fald. Ved trinsekvenser og spiralsekvenser kan det være snublinger, lav hastighed eller fald. Der er mange flere måder at få negativ GOE. Denne GOE kan spænde fra -1 til -3 alt efter fejlens alvorlighed. Et fald vil dog altid få -3 i GOE.
- Fradrag – Den totale score kan fratrækkes 1 point, hvis nogle bestemte overtrædelser finder sted. Det kan være ± 5 sekunder ift. tidskravet, vokal i musik, fald (-2 hvis begge løbere falder i parløb), upassende kostume el. rekvisit eller afbrydelse i programmet på 11-20 sekunder. 2 point fratrækkes hvis løberen udfører ulovlige elementer eller afbryder programmet i 21-30 sekunder.

## Kostumer
I konkurrence må kvinder bære bukser eller skørt; dog er skørt det mest populære valg. Kvinder bærer oftest også hudfarvede strømpebukser, som nogle gange er trukket over skøjterne, for at benene skal synes længere. Mænd skal bære bukser. Kostumet er fremstillet i lette og elastiske materialer, så skøjteløberen kan udføre de svære elementer. Skøjteløberne har som regel et nyt kostume til hvert program, da dette er et redskab til at fortolke musikken.
Ifølge reglerne må kostumet ikke være for prangende eller give effekten af overdreven nøgenhed, men skal være passende til en atletisk sport. Kostumerne er dog stadig oftest farvestrålende og pyntet med pailetter, og udskæringer dækkes af hudfarvet stof. Skøjteløberne bruger også make-up og sætter deres hår. Kostumerne i kunstskøjteløb har et ry for at være meget usmagelige.

### Kostumer til musikken
- "Svanesøen" af Tchaikovsky
Sasha Cohen (USA)
- "Lost in Space"-soundtrack
Aljona Savchenko og Robin Szolkowy( GER)
- "Lawrence of Arabia"-soundtrack
Kevin van der Perren (BEL)
- "Romeo og Julie" af Tchaikovsky
Daisuke Takahashi (JPN)
- "The Lady and the Hooligan"
Maria Mukhortova og Maxim Trankov (RUS)
- "Send in the Clowns"
Adam Rippon (USA)
- "Poeta (Flamenco)"
Stephane Lambiel (SUI)
- "Appalachian Hoedown"
Tanith Belbin og BEjamin Agosto (USA)